# Squadra francese di Coppa Davis
La squadra francese di Coppa Davis rappresenta la Francia nella Coppa Davis, ed è posta sotto l'egida dalla Federazione Francese di Tennis.
La squadra partecipa alla competizione dal 1904, ed è la terza nazione più vincente nella storia della competizione (a pari merito con la Gran Bretagna), dietro alle irraggiungibili Stati Uniti e Australia. Vanta in totale dieci successi nella manifestazione e nove finali perse.
Il giocatore più vincente è Pierre Darmon con 47 vittorie totali.

## Organico 2024
Vengono di seguito illustrati i convocati per ogni singolo turno della Coppa Davis 2023. A sinistra dei nomi la nazione affrontata e il risultato finale. Fra parentesi accanto ai nomi, il ranking del giocatore nel momento della disputa degli incontri (la "d" indica che il ranking corrisponde alla specialità del doppio).
| Gruppo Mondiale Qualificazioni | Gruppo Mondiale Qualificazioni                                                                                    |
| Taipei cinese (4-0)            | Adrian Mannarino (17) Luca Van Assche (68) Quentin Halys (100) Édouard Roger-Vasselin (10 d) Nicolas Mahut (33 d) |
| ------------------------------ | --- |

| Gruppo Mondiale Round Robin | Gruppo Mondiale Round Robin | Gruppo Mondiale Round Robin | Gruppo Mondiale Round Robin                                                                                  | Gruppo Mondiale Round Robin |
| Australia (1-2)             | Spagna (1-2)                | Rep. Ceca (2-1)             | Ugo Humbert (18) Arthur Fils (25) Arthur Fils (58) Pierre-Hugues Herbert (129) Édouard Roger-Vasselin (22 d) |                             |
| --------------------------- | --------------------------- | --------------------------- | --- | --------------------------- |

## Risultati
= Incontro del Gruppo Mondiale

### 2010-2019
| Anno | Turno                        | Data            | Sede                    | Avversario  | Punteggio | Esito     |
| ---- | ---------------------------- | --------------- | ----------------------- | ----------- | --------- | --------- |
| 2010 | Gruppo Mondiale, 1º turno    | 5-7 marzo       | Tolone (FRA)            | Germania    | 4–1       | Vittoria  |
| 2010 | Gruppo Mondiale, Quarti      | 9-11 luglio     | Clermont-Ferrand (FRA)  | Spagna      | 5–0       | Vittoria  |
| 2010 | Gruppo Mondiale, Semifinale  | 17-19 settembre | Lione (FRA)             | Argentina   | 5–0       | Vittoria  |
| 2010 | Gruppo Mondiale, Finale      | 3-5 dicembre    | Belgrado (SRB)          | Serbia      | 2–3       | Sconfitta |
| 2011 | Gruppo Mondiale, 1º turno    | 4-6 marzo       | Vienna (AUT)            | Austria     | 3–2       | Vittoria  |
| 2011 | Gruppo Mondiale, Quarti      | 8-10 luglio     | Stoccarda (GER)         | Germania    | 4–1       | Vittoria  |
| 2011 | Gruppo Mondiale, Semifinale  | 16-18 settembre | Cordova (ESP)           | Spagna      | 1–4       | Sconfitta |
| 2012 | Gruppo Mondiale, 1º turno    | 10-12 febbraio  | Vancouver (CAN)         | Canada      | 4–1       | Vittoria  |
| 2012 | Gruppo Mondiale, Quarti      | 6-8 aprile      | Roccabruna (FRA)        | Stati Uniti | 2–3       | Sconfitta |
| 2013 | Gruppo Mondiale, 1º turno    | 1-3 febbraio    | Rouen (FRA)             | Israele     | 5–0       | Vittoria  |
| 2013 | Gruppo Mondiale, Quarti      | 5-7 aprile      | Buenos Aires (ARG)      | Argentina   | 2–3       | Sconfitta |
| 2014 | Gruppo Mondiale, 1º turno    | 31 gen-2 feb    | La Roche-sur-Yon (FRA)  | Australia   | 5–0       | Vittoria  |
| 2014 | Gruppo Mondiale, Quarti      | 4-6 aprile      | Nancy (FRA)             | Germania    | 3–2       | Vittoria  |
| 2014 | Gruppo Mondiale, Semifinale  | 12-14 settembre | Parigi (FRA)            | Rep. Ceca   | 4–1       | Vittoria  |
| 2014 | Gruppo Mondiale, Finale      | 21-23 novembre  | Villeneuve-d'Ascq (FRA) | Svizzera    | 1–3       | Sconfitta |
| 2015 | Gruppo Mondiale, 1º turno    | 6-8 marzo       | Francoforte (DEU)       | Germania    | 3–2       | Vittoria  |
| 2015 | Gruppo Mondiale, Quarti      | 17-19 luglio    | Londra (GBR)            | Regno Unito | 1–3       | Sconfitta |
| 2016 | Gruppo Mondiale, 1º turno    | 4-6 marzo       | Guadalupa (FRA)         | Canada      | 5–0       | Vittoria  |
| 2016 | Gruppo Mondiale, Quarti      | 15-17 luglio    | Třinec (CZE)            | Rep. Ceca   | 3–1       | Vittoria  |
| 2016 | Gruppo Mondiale, Semifinale  | 16-18 settembre | Zara (HRV)              | Croazia     | 2–3       | Sconfitta |
| 2017 | Gruppo Mondiale, 1º turno    | 3-5 febbraio    | Tokyo (JPN)             | Giappone    | 4–1       | Vittoria  |
| 2017 | Gruppo Mondiale, Quarti      | 7-9 aprile      | Rouen (FRA)             | Regno Unito | 4–1       | Vittoria  |
| 2017 | Gruppo Mondiale, Semifinale  | 15-17 settembre | Lilla (FRA)             | Serbia      | 3–1       | Vittoria  |
| 2017 | Gruppo Mondiale, Finale      | 24-26 novembre  | Lilla (FRA)             | Belgio      | 3–2       | Campione  |
| 2018 | Gruppo Mondiale, 1º turno    | 2-4 febbraio    | Albertville (FRA)       | Paesi Bassi | 3–1       | Vittoria  |
| 2018 | Gruppo Mondiale, Quarti      | 9-11 luglio     | Genova (ITA)            | Italia      | 3–1       | Vittoria  |
| 2018 | Gruppo Mondiale, Semifinale  | 17-19 settembre | Lilla (FRA)             | Spagna      | 3–2       | Vittoria  |
| 2018 | Gruppo Mondiale, Finale      | 3-5 dicembre    | Lilla (FRA)             | Croazia     | 1–3       | Sconfitta |
| 2019 | Gruppo Mondiale, Round Robin | 19 novembre     | Madrid (ESP)            | Giappone    | 2–1       | Vittoria  |
| 2019 | Gruppo Mondiale, Round Robin | 21 novembre     | Madrid (ESP)            | Serbia      | 1–2       | Sconfitta |

### 2020-2029
| Anno | Turno                          | Data         | Sede             | Avversario    | Punteggio | Esito     |
| ---- | ------------------------------ | ------------ | ---------------- | ------------- | --------- | --------- |
| 2021 | Gruppo Mondiale, Round Robin   | 25 novembre  | Innsbruck (AUT)  | Rep. Ceca     | 2–1       | Vittoria  |
| 2021 | Gruppo Mondiale, Round Robin   | 27 novembre  | Innsbruck (AUT)  | Regno Unito   | 1–2       | Sconfitta |
| 2022 | Qualificazioni Gruppo Mondiale | 4-5 marzo    | Pau (FRA)        | Ecuador       | 4–0       | Vittoria  |
| 2022 | Gruppo Mondiale, Round Robin   | 14 settembre | Amburgo (DEU)    | Germania      | 1-2       | Sconfitta |
| 2022 | Gruppo Mondiale, Round Robin   | 15 settembre | Amburgo (DEU)    | Australia     | 1-2       | Sconfitta |
| 2022 | Gruppo Mondiale, Round Robin   | 17 settembre | Amburgo (DEU)    | Belgio        | 2-1       | Vittoria  |
| 2023 | Qualificazioni Gruppo Mondiale | 3–4 febbraio | Tatabánya (HUN)  | Ungheria      | 3-2       | Vittoria  |
| 2023 | Gruppo Mondiale, Round Robin   | 12 settembre | Manchester (GBR) | Svizzera      | 3-0       | Vittoria  |
| 2023 | Gruppo Mondiale, Round Robin   | 14 settembre | Manchester (GBR) | Australia     | 1-2       | Sconfitta |
| 2023 | Gruppo Mondiale, Round Robin   | 17 settembre | Manchester (GBR) | Regno Unito   | 1-2       | Sconfitta |
| 2024 | Qualificazioni Gruppo Mondiale | 3–4 febbraio | Taipei (TWN)     | Taipei cinese | 4-0       | Vittoria  |
| 2024 | Gruppo Mondiale, Round Robin   | 10 settembre | Valencia (ESP)   | Australia     | 1-2       | Sconfitta |
| 2024 | Gruppo Mondiale, Round Robin   | 13 settembre | Valencia (ESP)   | Spagna        | 1-2       | Sconfitta |
| 2024 | Gruppo Mondiale, Round Robin   | 14 settembre | Valencia (ESP)   | Rep. Ceca     | 2-1       | Vittoria  |

## Statistiche giocatori
Di seguito la classifica dei tennisti francesi con almeno una partecipazione in Coppa Davis, ordinati in base al numero di vittorie. In caso di parità si tiene conto del maggior numero di incontri disputati; in caso di ulteriore parità viene dato più valore agli incontri in singolare; come quarto e ultimo criterio viene considerata la data d'esordio. In grassetto quelli tuttora in attività.

Aggiornato alla Coppa Davis 2025 (Francia-Brasile 4-0).
| #  | Tennista              | Singolare | Doppio | Totale |
| -- | --------------------- | --------- | ------ | ------ |
| 1  | Pierre Darmon         | 44-17     | 3-4    | 47-21  |
| 2  | Henri Cochet          | 34-8      | 10-6   | 44-14  |
| 3  | François Jauffret     | 34-17     | 9-10   | 43-27  |
| 4  | Henri Leconte         | 24-20     | 17-5   | 41-25  |
| 5  | René Lacoste          | 32-8      | 8-3    | 40-11  |
| 6  | Yannick Noah          | 26-15     | 13-7   | 39-22  |
| 7  | Guy Forget            | 17-7      | 21-4   | 38-11  |
| 8  | Jean Borotra          | 19-12     | 17-6   | 36-18  |
| 9  | Paul Remy             | 17-12     | 18-6   | 35-18  |
| 10 | Robert Haillet        | 29-13     | 1-0    | 30-13  |
| 11 | Marcel Bernard        | 13-8      | 16-5   | 29-13  |
| 12 | Jo-Wilfried Tsonga    | 23-11     | 6-1    | 29-12  |
| 13 | Bernard Destremau     | 25-14     | 1-2    | 26-16  |
| 14 | Jacques Brugnon       | 4-2       | 22-9   | 26-11  |
| 15 | Michaël Llodra        | 4-5       | 20-8   | 24-13  |
| 16 | Cédric Pioline        | 18-11     | 4-3    | 22-14  |
| 17 | Richard Gasquet       | 16-11     | 4-2    | 20-13  |
| 18 | Arnaud Clément        | 12-9      | 8-2    | 20-11  |
| 19 | Pierre Barthes        | 14-9      | 5-5    | 19-14  |
| 20 | Nicolas Escudé        | 13-3      | 5-2    | 18-5   |
| 21 | Nicolas Mahut         | 1-4       | 16-7   | 17-11  |
| 22 | Sébastien Grosjean    | 16-9      | 0-1    | 16-10  |
| 23 | Arnaud Boetsch        | 11-6      | 5-0    | 16-6   |
| 24 | Pierre-Hugues Herbert | 0-1       | 16-2   | 16-3   |
| 25 | Fabrice Santoro       | 6-6       | 9-5    | 15-11  |
| 26 | Patrice Dominguez     | 10-4      | 5-5    | 15-9   |
| 27 | Yvon Petra            | 11-3      | 4-4    | 15-7   |
| 28 | Patrick Proisy        | 10-7      | 2-2    | 12-9   |
| 29 | Gaël Monfils          | 12-4      | 0-0    | 12-4   |
| 30 | Robert Abdesselam     | 6-9       | 5-1    | 11-10  |
| 31 | Julien Benneteau      | 3-4       | 8-4    | 11-8   |
| 32 | Guillaume Raoux       | 4-1       | 7-1    | 11-2   |

| #  | Tennista               | Singolare | Doppio | Totale |
| -- | ---------------------- | --------- | ------ | ------ |
| 33 | Christian Boussus      | 10-9      | 0-0    | 10-9   |
| 34 | Thierry Tulasne        | 9-9       | 1-0    | 10-9   |
| 35 | Pierre Pellizza        | 5-2       | 5-2    | 10-4   |
| 36 | Daniel Contet          | 1-1       | 8-7    | 9-8    |
| 37 | Georges Goven          | 9-5       | 0-1    | 9-6    |
| 38 | Jean-Claude Molinari   | 3-1       | 6-2    | 9-3    |
| 39 | Gilles Simon           | 8-10      | 0-0    | 8-10   |
| 40 | Henri Bolelli          | 2-0       | 6-3    | 8-3    |
| 41 | Adrian Mannarino       | 8-2       | 0-0    | 8-2    |
| 42 | Jean-Noël Grinda       | 2-1       | 5-5    | 7-6    |
| 43 | Patrice Beust          | 0-0       | 7-6    | 7-6    |
| 44 | Lucas Pouille          | 7-4       | 0-0    | 7-4    |
| 45 | Max Décugis            | 3-8       | 3-2    | 6-10   |
| 46 | André Merlin           | 6-4       | 0-0    | 6-4    |
| 47 | Gérard Pilet           | 6-3       | 0-0    | 6-3    |
| 48 | Ugo Humbert            | 6-2       | 0-0    | 6-2    |
| 49 | Pascal Portes          | 4-6       | 1-3    | 5-9    |
| 50 | Olivier Delaître       | 1-0       | 4-3    | 5-3    |
| 51 | Jérémy Chardy          | 5-2       | 0-0    | 5-2    |
| 52 | Jérôme Golmard         | 4-2       | 1-0    | 5-2    |
| 53 | Paul-Henri Mathieu     | 4-8       | 0-0    | 4-8    |
| 54 | Arthur Rinderknech     | 1-2       | 3-3    | 4-5    |
| 55 | Jean-Louis Haillet     | 2-2       | 2-0    | 4-2    |
| 56 | André Gobert           | 2-7       | 1-3    | 3-10   |
| 57 | William Laurentz       | 1-4       | 2-3    | 3-7    |
| 58 | Gilles Moretton        | 0-3       | 3-3    | 3-6    |
| 59 | Jean-Claude Barclay    | 3-3       | 0-1    | 3-4    |
| 60 | Édouard Roger-Vasselin | 0-0       | 3-3    | 3-3    |
| 61 | François Blanchy       | 3-1       | 0-1    | 3-2    |
| 62 | Jean Samazeuilh        | 2-1       | 1-1    | 3-2    |
| 63 | Jacques Renavand       | 2-0       | 1-2    | 3-2    |
| 64 | J.D. De La Haille      | 0-0       | 3-2    | 3-2    |

| #  | Tennista                   | Singolare | Doppio | Totale |
| -- | -------------------------- | --------- | ------ | ------ |
| 65 | J-B. Chanfreau             | 0-0       | 3-1    | 3-1    |
| 66 | Benjamin Bonzi             | 1-4       | 1-0    | 2-4    |
| 67 | Arthur Fils                | 2-3       | 0-0    | 2-3    |
| 68 | C. Roger-Vasselin          | 1-2       | 1-0    | 2-2    |
| 69 | J.C. Faucamberge           | 2-1       | 0-0    | 2-1    |
| 70 | Jacques Thomas             | 2-0       | 0-1    | 2-1    |
| 71 | Dominique Bedel            | 2-0       | 0-1    | 2-1    |
| 72 | Jean-Loup Rouyer           | 0-0       | 2-1    | 2-1    |
| 73 | Paul Féret                 | 2-0       | 0-0    | 2-0    |
| 74 | Thierry Pham               | 2-0       | 0-0    | 2-0    |
| 75 | Wanaro N'Godrella          | 0-0       | 2-0    | 2-0    |
| 76 | Maurice Germot             | 0-4       | 1-2    | 1-6    |
| 77 | Benoît Paire               | 1-2       | 0-0    | 1-2    |
| 78 | Paul Aymé                  | 0-2       | 1-0    | 1-2    |
| 79 | J-P. Fleurian              | 1-0       | 0-1    | 1-1    |
| 80 | Pierre-Henri Landry        | 1-0       | 0-0    | 1-0    |
| 81 | Luca Van Assche            | 1-0       | 0-0    | 1-0    |
| 82 | Quentin Halys              | 1-0       | 0-0    | 1-0    |
| 83 | Giovanni Mpetshi Perricard | 1-0       | 0-0    | 1-0    |
| 84 | J-F. Caujolle              | 0-0       | 1-0    | 1-0    |
| 85 | Éric Winogradsky           | 0-0       | 1-0    | 1-0    |
| 86 | Tarik Benhabiles           | 0-0       | 1-0    | 1-0    |
| 87 | Valentin Rahmine           | 0-2       | 0-1    | 0-3    |
| 88 | Éric Deblicker             | 0-2       | 0-0    | 0-2    |
| 89 | Thierry Champion           | 0-2       | 0-0    | 0-2    |
| 90 | Pierre Hirsch              | 0-1       | 0-0    | 0-1    |
| 91 | Christian Collange         | 0-1       | 0-0    | 0-1    |
| 92 | Rodolphe Gilbert           | 0-1       | 0-0    | 0-1    |
| 93 | Lionel Roux                | 0-1       | 0-0    | 0-1    |
| 94 | Thierry Ascione            | 0-1       | 0-0    | 0-1    |
| 95 | Jean Le Sueur              | 0-0       | 0-1    | 0-1    |

## Andamento
La seguente tabella riflette l'andamento della squadra dal 1990 ad oggi.
| Pos.           | 90 | 91 | 92 | 93 | 94 | 95 | 96 | 97 | 98 | 99 | 00 | 01 | 02 | 03 | 04 | 05 | 06 | 07 | 08 | 09 | 10 | 11 | 12 | 13 | 14 | 15 | 16 | 17  | 18 | 19 | 21 | 22 | 23 | 24 |
| -------------- | -- | -- | -- | -- | -- | -- | -- | -- | -- | -- | -- | -- | -- | -- | -- | -- | -- | -- | -- | -- | -- | -- | -- | -- | -- | -- | -- | --- | -- | -- | -- | -- | -- | -- |
| Campione       |    | 7° |    |    |    |    | 8° |    |    |    |    | 9° |    |    |    |    |    |    |    |    |    |    |    |    |    |    |    | 10° |    |    |    |    |    |    |
| Finalista      |    |    |    |    |    |    |    |    |    |    |    |    |    |    |    |    |    |    |    |    |    |    |    |    |    |    |    |     |    |    |    |    |    |    |
| SF             |    |    |    |    |    |    |    |    |    |    |    |    |    |    |    |    |    |    |    |    |    |    |    |    |    |    |    |     |    |    |    |    |    |    |
| QF             |    |    |    |    |    |    |    |    |    |    |    |    |    |    |    |    |    |    |    |    |    |    |    |    |    |    |    |     |    |    |    |    |    |    |
| OF             |    |    |    |    |    |    |    |    |    |    |    |    |    |    |    |    |    |    |    |    |    |    |    |    |    |    |    |     |    |    |    |    |    |    |
| Qualificazioni | x  | x  | x  | x  | x  | x  | x  | x  | x  | x  | x  | x  | x  | x  | x  | x  | x  | x  | x  | x  | x  | x  | x  | x  | x  | x  | x  | x   | x  |    |    |    |    |    |
| Gruppo I       |    |    |    |    |    |    |    |    |    |    |    |    |    |    |    |    |    |    |    |    |    |    |    |    |    |    |    |     |    |    |    |    |    |    |
| Gruppo II      |    |    |    |    |    |    |    |    |    |    |    |    |    |    |    |    |    |    |    |    |    |    |    |    |    |    |    |     |    |    |    |    |    |    |
| Gruppo III     | x  | x  |    |    |    |    |    |    |    |    |    |    |    |    |    |    |    |    |    |    |    |    |    |    |    |    |    |     |    |    |    |    |    |    |
| Gruppo IV      | x  | x  | x  | x  | x  | x  | x  |    |    |    |    |    |    | x  |    |    |    |    |    |    | x  | x  | x  | x  | x  | x  | x  | x   | x  | x  | x  |    |    |    |

Legenda
- Campione: La squadra ha conquistato la Coppa Davis.
- Finalista: La squadra ha disputato e perso la finale.
- SF: La squadra è stata sconfitta in semifinale.
- QF: La squadra è stata sconfitta nei quarti di finale.
- OF: La squadra è stata sconfitta negli ottavi di finale (1º turno). Dal 2019 sono sostituiti dal Round Robin.
- Qualificazioni: La squadra è stata sconfitta al turno di qualificazione. Istituito nel 2019.
- Gruppo I: La squadra ha partecipato al Gruppo I della propria zona di appartenenza.
- Gruppo II: La squadra ha partecipato al Gruppo II della propria zona di appartenenza.
- Gruppo III: La squadra ha partecipato al Gruppo III della propria zona di appartenenza.
- Gruppo IV: La squadra ha partecipato al Gruppo IV della propria zona di appartenenza.
- x: Ove presente, la x indica che in quel determinato anno, il Gruppo in questione non è esistito nella zona geografica di appartenenza della squadra.